# Pierella hyceta
Pierella hyceta är en fjärilsart som beskrevs av William Chapman Hewitson 1860. Pierella hyceta ingår i släktet Pierella och familjen praktfjärilar. Inga underarter finns listade i Catalogue of Life.

## Bildgalleri

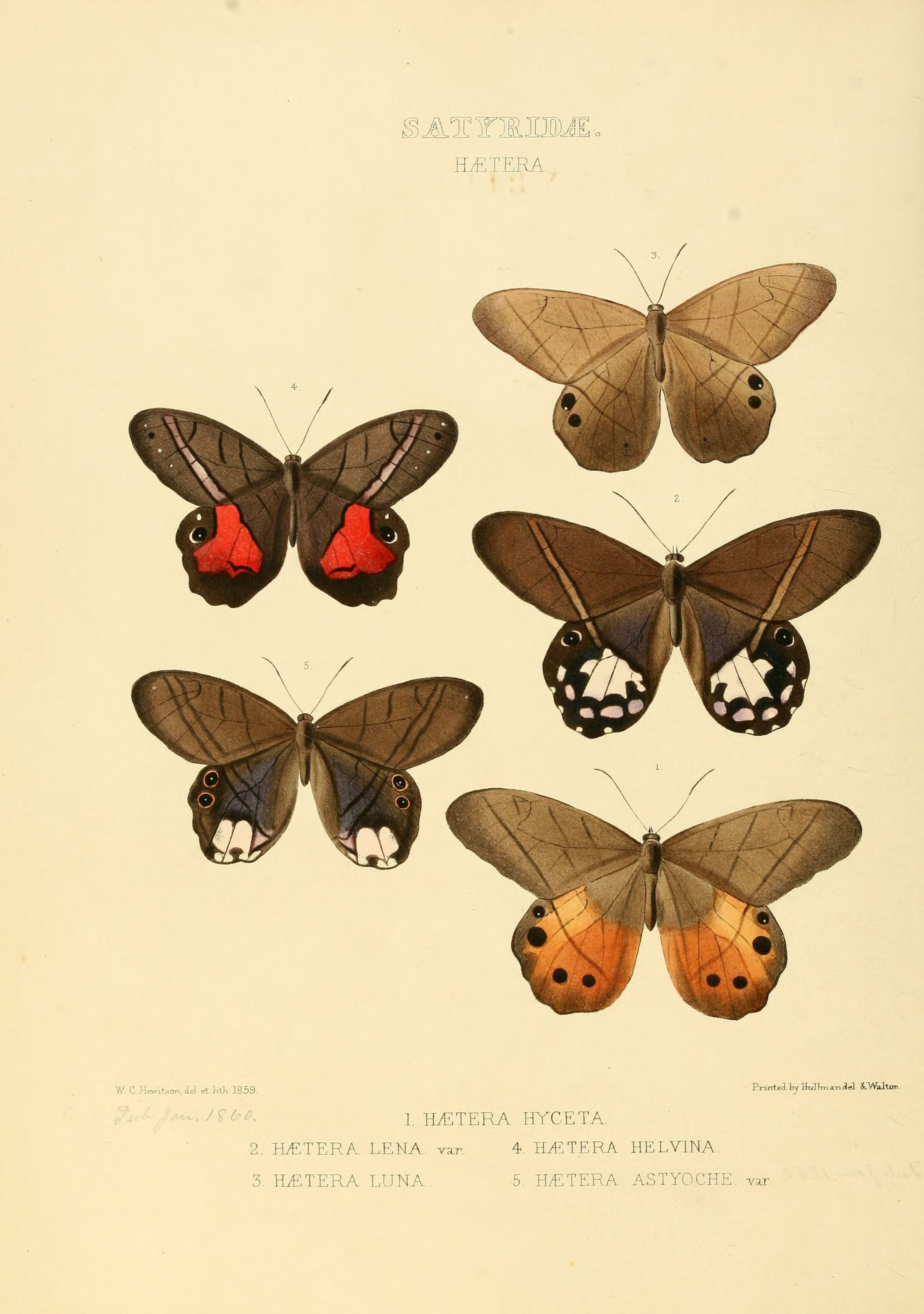
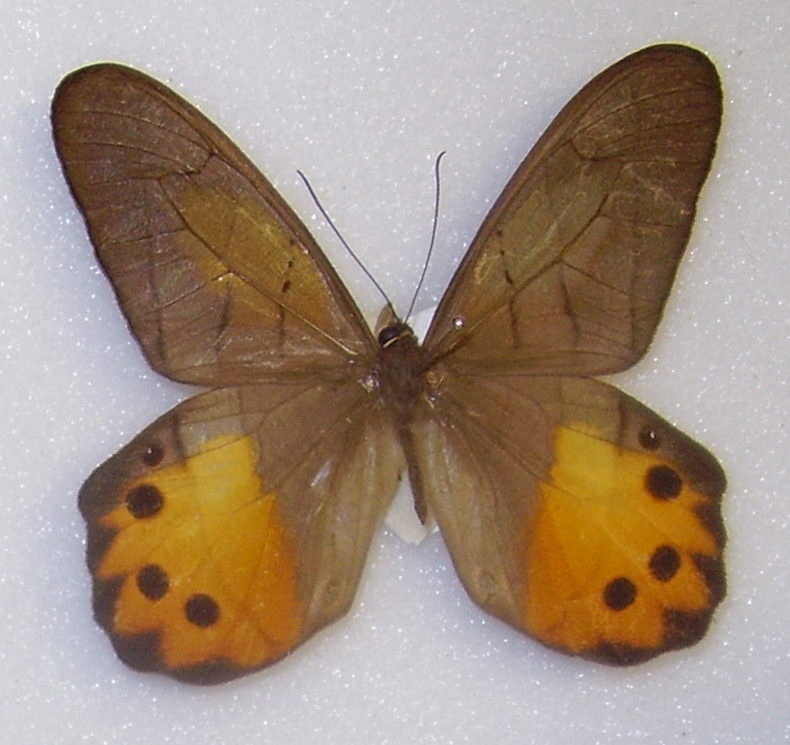
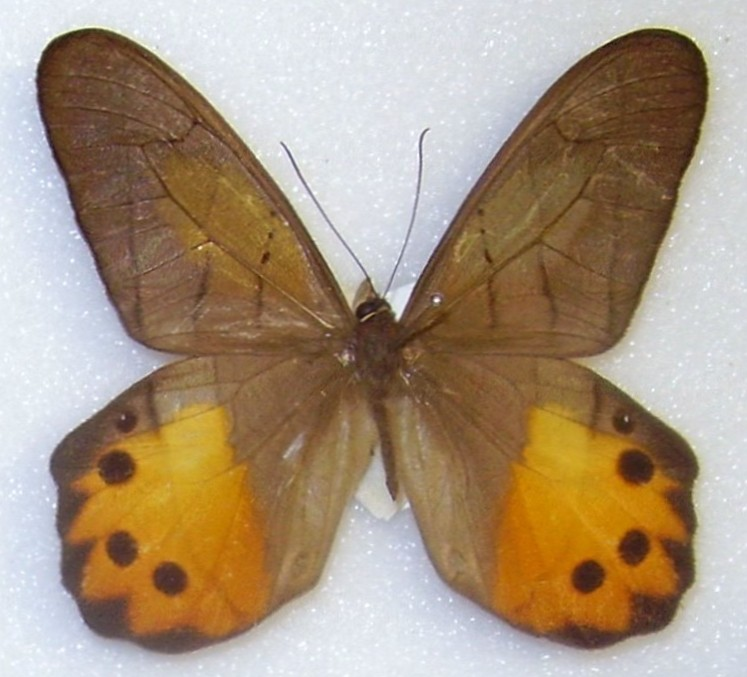